# Cécile de Jong van Beek en Donk
Jkvr. Cécile Wilhelmina Elisabeth Jeanne Petronella de Jong van Beek en Donk (Alkmaar, 19 mei 1866 – Méréville, 15 juni 1944) was een Nederlandse schrijfster. Ze was aan het einde van de 19e eeuw de bekendste feministische schrijfster van Nederland.

## Levensloop
Cécile Wilhelmina Elisabeth Jeanne Petronella, lid van de adellijke familie De Jong, werd geboren in 1866 als dochter van jhr. mr. Johan Jan Francois de Jong van Beek en Donk (1834-1890) en Anna Cecile Wilhelmina Jeannette Jacqueline Nahuijs (1826-1905). Cécile de Jong van Beek en Donk groeide op in Alkmaar als middelste van drie kinderen. Na de benoeming van haar vader als procureur-generaal verhuisde het gezin naar Vught en vandaar naar Hintham bij Rosmalen. Ze had een oudere broer (Jan 1863 - 1935) en een jongere zus (Elisabeth, 1868-1939) die later grote invloed op haar zou hebben. Ze trouwde in 1890 met de vermogende zakenman en jurist Adriaan Goekoop en scheidde van hem in 1899. In 1904 trouwde ze met de Poolse scheikundige Michel Frenkel (1860-1934). In 1905 werd hun zoon Pierre-Michel Frenkel (1905-1972) geboren.

## Activiste
Na het zien hoe struisvogels in de Verenigde Staten werden afgemaakt voor hun veren, werd ze een actief dierenbeschermster. Samen met enkele andere adellijke dames streed ze als lid van de Bond ter Bestrijding eener Gruwelmode tegen het gebruik van struisveren en andere vogelveren als versiering van hoeden en jurken. Deze bond en ook zijzelf waren nauw betrokken bij de oprichting van de Vogelbescherming Nederland. Ze werd na de oprichting in 1899 ere-presidente van deze vereniging.

## Nationale Tentoonstelling van Vrouwenarbeid
Adriaan Goekoop steunde Cécile in haar werk als presidente van de Nationale Tentoonstelling van Vrouwenarbeid in 1898. Hij stond financieel garant en stelde het terrein beschikbaar waar de tentoonstelling werd gehouden. Het organiserende bestuur daarvan bestond naast drie Groninger Vrouwenbondleden, Catharina Agatha Worp-Roland Holst en Cato Pekelharing-Doijer en Dientje Dull verder uit Anna Polak en Marie Jungius. De organisatie van de tentoonstelling trok echter een grote wissel op haar huwelijk. Nadat ze rust had gezocht in Rome volgde in 1899 de scheiding. Na de scheiding woonde Cécile de Jong vanaf 1900 in Parijs vanwaar ze reportages schreef voor De Nieuwe Courant. Ze werd later devoot rooms-katholiek, in haar roman 'Bij de waskaarsen' beschreef ze een bekering tot het rooms-katholicisme.

## Hilda van Suylenburg

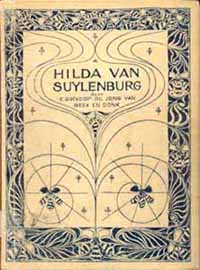
Eerste druk van de roman Hilda van Suylenburg (1897). Bandontwerp Ludwig Wenckebach (collectie Atria, kennisinstituut voor emancipatie en vrouwengeschiedenis)

Cécile de Jong van Beek en Donk zal vooral herinnerd worden door haar boek Hilda van Suylenburg (1897). Deze emancipatieroman, over een vrouw die met succes een drukke baan als vrouwvriendelijk advocate combineert met een gelukkig gezinsleven, werd een enorm succes. Er werden alleen in Nederland al meer dan tienduizend exemplaren verkocht. Er verschenen Duitse, Franse en Zweedse vertalingen.
Verder werden niet alleen veel krantenartikelen maar ook diverse brochures over de roman Hilda van Suylenburg geschreven (door onder meer J.B. Meerkerk, H. Smissaert, H.C. Voorhoeve, D.S. van Emden, Anna de Savornin Lohman, Margaretha Meijboom, “Pater Familias”, “Een moeder”). De ophef is verklaarbaar: Cécile had de tijdgeest goed getroffen in haar schets van de sympathieke vrijgevochten hoofdpersoon Hilda. Alle thema's die in die periode voor de vrouw een rol speelden, kwamen in de roman aan bod.
Door het succes van de roman werd Cécile de Jong van Beek en Donk een bekende vrouw. In 1907 verscheen haar roman Lilia over het onrecht dat een jonge ongehuwde moeder wordt aangedaan. In 1913 hield ze een lezing op de tentoonstelling De Vrouw 1813-1913. In haar roman Bij de waskaarsen die in 1930 in het Nederlands verscheen schreef ze over de rol van het katholicisme in de opvoeding. In haar werk verwerkte zij ook haar liefde voor de kunst.

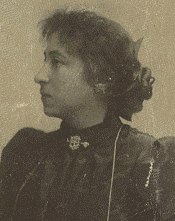
Cécile de Jong van Beek en Donk (ca. 1895)
Oproep tot vergadering voor de Tentoonstelling Vrouwenarbeid (1898)
Commissie Tentoonstelling Vrouwenarbeid
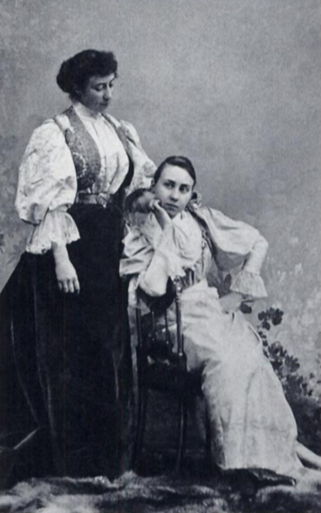
Cécile (links) met haar zuster Elisabeth

## Couperus
Het is mogelijk dat Cécile de Jong van Beek en Donk Louis Couperus diende tot literaire inspiratie voor zijn Cornélie de Retz van Loo (er is overeenkomst in cadans van beide namen) die in zijn roman Langs lijnen van geleidelijkheid naar Rome vertrekt en daar de vrije liefde ontdekt bij een Nederlands kunstenaar. Het echtpaar Goekoop en Couperus hadden namelijk te Rome een gemeenschappelijke vriend: de beeldhouwer Pier Pander, en uit een brief van Cécile aan haar zus blijkt hoe zowel zij als Adriaan met Pander gesproken hebben over de breuk in hun huwelijk. Dat is in 1898, op 24 december. Driekwart jaar later zijn Cécile en Adriaan met elkaar verzoend, en in die periode maakt Couperus (juli-oktober 1899) zijn roman af over een geëmancipeerde vrouw die op haar schreden terugkeert en zich schikt als echtgenote van baron Brox.